# ایالت‌ها و ناحیه‌های میانمار
کشور میانمار به هفت ایالت (ပြည်နယ်) و هفت ناحیه (တိုင်းဒေသကြီး) تقسیم شده‌است.
ناحیه‌ها مناطقی هستند که بیشتر ساکنانشان را مردم قوم بامار (قوم اکثریت در میانمار) تشکیل می‌دهند. ایالت‌ها در میانمار به‌طور معمول ناحیه‌هایی هستند که منطقه سکونت یک قوم مشخص اقلیت را شامل می‌شوند.
آمارهای جدول زیر مربوط به تاریخ ۳۱ دسامبر ۲۰۰۱ است.
| شماره | ایالت/استان      | تعداد فرمانداری‌ها | تعداد شهرستان‌ها | تعداد شهرها | بخش‌ها | دهستان‌ها | روستاها |
| ----- | ---------------- | ----------------- | --------------- | ----------- | ----- | -------- | ------- |
| ۱     | ایالت کاچین      | ۳                 | ۱۸              | ۲۰          | ۱۱۶   | ۶۰۶      | ۲۶۳۰    |
| ۲     | ایالت کایا       | ۲                 | ۷               | ۷           | ۲۹    | ۷۹       | ۶۲۴     |
| ۳     | ایالت کایین      | ۳                 | ۷               | ۱۰          | ۴۶    | ۳۷۶      | ۲۰۹۲    |
| ۴     | ایالت چین        | ۲                 | ۹               | ۹           | ۲۹    | ۴۷۵      | ۱۳۵۵    |
| ۵     | ناحیه زاگاین     | ۸                 | ۳۷              | ۳۷          | ۱۷۱   | ۱۷۶۹     | ۶۰۹۵    |
| ۶     | ناحیه تانینتاریی | ۳                 | ۱۰              | ۱۰          | ۶۳    | ۲۶۵      | ۱۲۵۵    |
| ۷     | ناحیه باگو       | ۴                 | ۲۸              | ۳۳          | ۲۴۶   | ۱۴۲۴     | ۶۴۹۸    |
| ۸     | ناحیه ماگوای     | ۵                 | ۲۵              | ۲۶          | ۱۶۰   | ۱۵۴۳     | ۴۷۷۴    |
| ۹     | ناحیه ماندالی    | ۷                 | ۳۱              | ۲۹          | ۲۵۹   | ۱۶۱۱     | ۵۴۷۲    |
| ۱۰    | ایالت مون        | ۲                 | ۱۰              | ۱۱          | ۶۹    | ۳۸۱      | ۱۱۹۹    |
| ۱۱    | ایالت راخین      | ۴                 | ۱۷              | ۱۷          | ۱۲۰   | ۱۰۴۱     | ۳۸۷۱    |
| ۱۲    | ناحیه یانگون     | ۴                 | ۴۵              | ۲۰          | ۶۸۵   | ۶۳۴      | ۲۱۱۹    |
| ۱۳    | ایالت شان        | ۱۱                | ۵۴              | ۵۴          | ۳۳۶   | ۱۶۲۶     | ۱۵۵۱۳   |
| ۱۴    | ناحیه آیه‌یاروادی | ۶                 | ۲۶              | ۲۹          | ۲۱۹   | ۱۹۱۲     | ۱۱۶۵۱   |
|       | مجموع            | ۶۳                | ۳۲۴             | ۳۱۲         | ۲۵۴۸  | ۱۳۷۴۲    | ۶۵۱۴۸   |